# Draconarius promontorioides
Draconarius promontorioides là một loài nhện trong họ Amaurobiidae.
Loài này thuộc chi Draconarius. Draconarius promontorioides được Pakawin Dankittipakul & Jia-Fu Wang miêu tả năm 2008.